# Вежа Диявола
Девілз-Тауер або Вежа Диявола (англ. Devils Tower) — пам'ятка природи на території штату Вайомінг, США. Являє собою окремо стояче кам'яне утворення висотою 1556 м над рівнем моря і відносною висотою 386 м над річковою долиною та висотою 265 м від верхівки до основи. Є найстарішим «національним монументом» США, який отримав свій статус від президента Теодора Рузвельта 24 вересня 1906.
Як саме утворилась «Вежа диявола» достеменно невідомо. Науковці висувають теорію, що ця "вежа" утворилася з магматичного розплаву, який піднявся з глибин Землі та застиг у вигляді шестигранних колон. Вік найдавніших геологічних відкладень, представлених на території пам'ятки природи, оцінюється від 225 до 195 мільйонів років. Породи, що складають гору представлені темно-червоними пісковиками, алевритами зі сланцевими прошарками.